# Maria da Costa Exposto

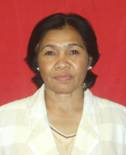
Maria da Costa Exposto

Maria da Costa Exposto (* 24. Februar 1960 in Ermera, Portugiesisch-Timor) ist eine Politikerin aus Osttimor. Sie ist Mitglied in der Partido Social Democrata (PSD).
Exposto schloss ihre Schulzeit mit einem Diplom ab. Bei den Parlamentswahlen in Osttimor 2007 wurde sie über die PSD-Liste in das Nationalparlament Osttimors gewählt. Hier wurde Exposto Mitglied der Kommission für Gesundheit, Bildung und Kultur (Kommission F) und Vize-Sekretärin des Parlamentspräsidiums.
Bei den Parlamentswahlen 2012 war Exposto auf Platz 18 der Wahlliste der PSD vertreten. Allerdings scheiterte die PSD an der Drei-Prozent-Hürde. Auch bei den Wahlen 2017, bei denen Exposto auf Listenplatz 6 antrat, gelang der PSD nicht der Einzug ins Parlament.